# Унчешти (Васлуј)
Унчешти (рум. Uncești) насеље је у Румунији у округу Васлуј у општини Заподени. Oпштина се налази на надморској висини од 185 m.

## Становништво
Према подацима из 2002. године у насељу је живело 228 становника, од којих су сви румунске националности.